# خروج یهودیان ایران
خروج یهودیان ایران به مهاجرت یهودیان فارس از ایران در دهه ۱۹۵۰ و موج مهاجرت بعدی از کشور در جریان و پس از انقلاب ایران در سال ۱۹۷۹ اشاره دارد، که طی آن جمعیت ۸۰ هزار نفری به کمتر از ۲۰ هزار نفر کاهش یافت.

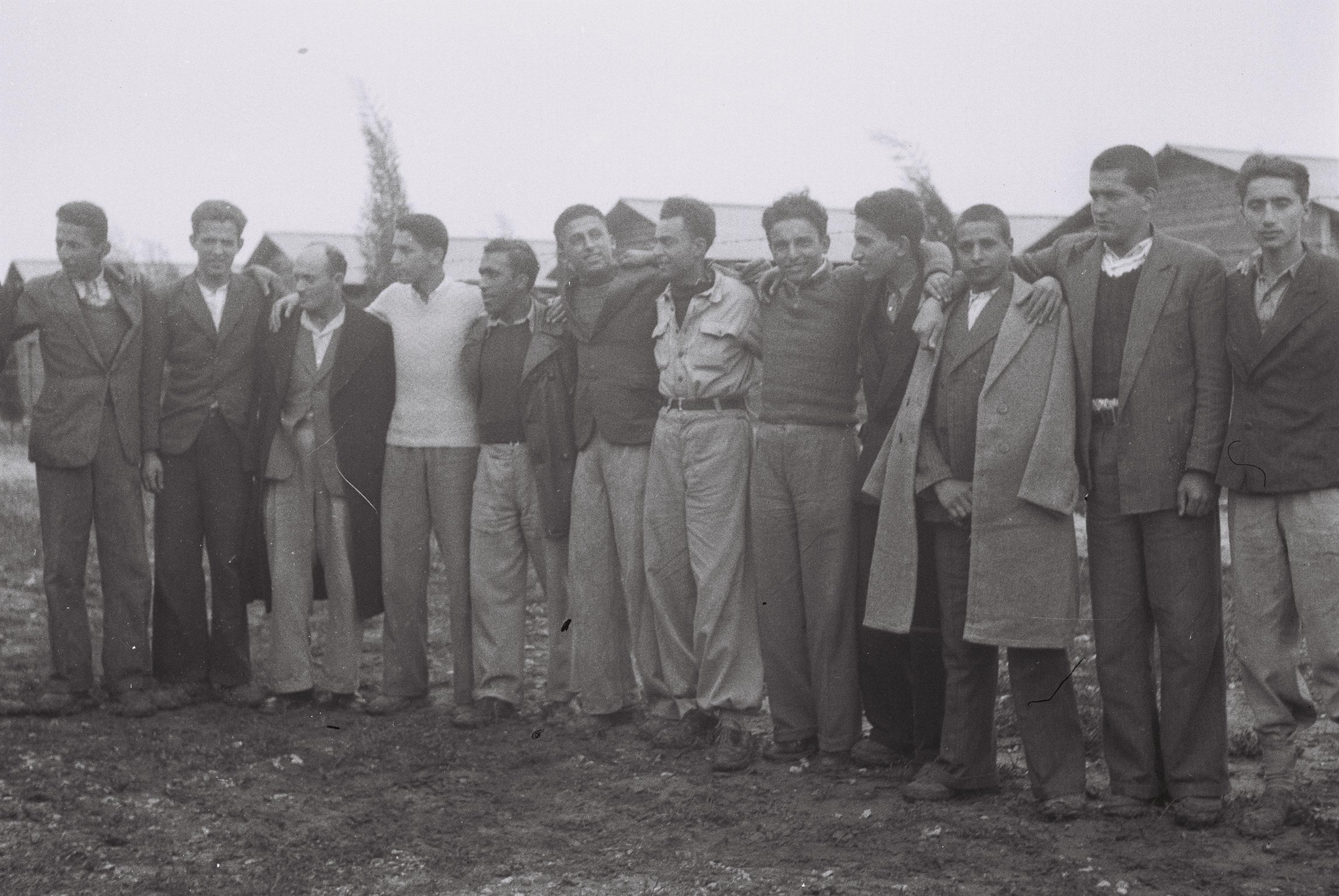
گروهی از مهاجران جوان تازه‌وارد از ایران در اردوگاه مهاجران «عتلیت».
فلسطین تحت قیمومیت بریتانیا. ۱۹۴۴ میلادی

بسیاری از ۸۰ هزار نفر یهودی ایرانی تا سال ۱۹۷۸ ایران را ترک کرده بودند. متعاقباً، بیش از ۸۰ درصد از یهودیان باقیمانده ایرانی در فاصله سالهای ۱۹۷۹ تا ۲۰۰۶ از این کشور مهاجرت کردند. یک جامعه کوچک یهودی تقریباً ۱۰ هزار نفری هنوز به عنوان یک اقلیت در ایران زندگی می‌کنند.

## زمینه
پس از تخریب اولین معبد در ۵۸۶ پیش از میلاد، هزاران یهودی مجبور به تبعید شدند و مهاجرت به نقاط مختلف جهان را آغاز کردند. برخی از یهودیان خانه جدید خود را در ایران یافتند و در آنجا جامعه یهودی شکوفا را آغاز کردند. جامعه یهودیان ایران حضور یهودیان را در خاورمیانه تحکیم بخشید. برخی از یهودیان ایرانی بخاطر ترس احتمالی از کینه یهودیان در ایران شروع به مهاجرت به دیگر نقاط جهان کردند. در قرن ۱۶ و ۱۷، اسلام شیعه دین ایران شد و تنش بین مسلمانان شیعه و اقلیت‌های مذهبی ایران بالا گرفت. یهودیان ایران موضوع اجبار به اسلام و بسیاری از محدودیت‌های اجتماعی شدند. طی سالهای بین ۱۸۹۲ تا ۱۹۱۰، قتل‌عام‌هایی مشکوک علیه یهودیان در شیراز و دیگر شهرها صورت گرفت تا یهودیان ترغیب به مهاجرت به اسرائیل شوند.

### مهاجرت در اوایل دهه ۱۹۵۰
تأسیس اسرائیل در سال ۱۹۴۸ همزمان با افزایش مهاجرت یهودیان از چندین کشور خاورمیانه از جمله ایران بود.
برآورد متناقضی در مورد تعداد یهودیانی که در آن سالها تصمیم به ترک ایران گرفتند وجود دارد. به گفته تریتا پارسی، تا سال ۱۹۵۱ تنها ۸۰۰۰ نفر از ۱۰۰۰۰۰ یهودی ایرانی مهاجرت به اسرائیل را انتخاب کردند. با این حال، به گفته ساناساریان، در طول سالهای ۱۹۴۸ تا ۱۹۵۳، حدود یک سوم یهودیان ایران، که بیشتر آنها فقیر بودند، به اسرائیل مهاجرت کردند.
طبق اولین سرشماری ملی که در سال ۱۹۵۶ انجام شد، جمعیت یهودیان در ایران ۶۵۲۳۲ نفر بود اما هیچ اطلاعات موثقی در مورد مهاجرت‌ها در نیمه اول قرن ۲۰ وجود ندارد. دیوید لیتمن تعداد کل مهاجران به اسرائیل در سالهای ۱۹۴۸–۱۹۷۸ را ۷۰ هزار نفر اعلام کرد.

### مهاجرت اصلی اواخر دهه ۱۹۷۰ تا ۱۹۹۰
تنش بین وفاداران شاه و اسلام گرایان در دهه ۱۹۷۰ باعث مهاجرت دسته جمعی یهودیان ایران شد که ابتدا طبقه بالا را تحت تأثیر قرار داد. بی‌ثباتی باعث شد هزاران یهودی فارس قبل از انقلاب ایران را ترک کنند - برخی به دنبال فرصت‌های اقتصادی بهتر یا ثبات بودند، در حالی که برخی دیگر از تسلط احتمالی اسلام گرایان می‌ترسیدند.
در سال ۱۹۷۹، رهبر ایران، سید روح‌الله خمینی، پس از بازگشت از تبعید در پاریس، با جامعه یهودی دیدار کرد و فتوایی مبنی بر حمایت از یهودیان صادر کرد. با این وجود، مهاجرت همچنان ادامه داشت. در زمان انقلاب اسلامی ۱۹۷۹، هنوز ۶۰ هزار یهودی در ایران زندگی می‌کردند. از آن پس مهاجرت یهودیان از ایران به طرز چشمگیری افزایش یافت، زیرا تنها در عرض چند ماه پس از انقلاب حدود ۳۰٬۰۰۰ یهودی آنجا را ترک کردند. از زمان انقلاب، بسیاری از جمعیت یهودیان ایران، حدود ۳۰ هزار یهودی، به ایالات متحده، اسرائیل و اروپا مهاجرت کرده‌اند (عمدتا به انگلستان، فرانسه، آلمان، ایتالیا و سوئیس).
هنگامی که شاه رضا پهلوی سرنگون شد و رژیم جدید اسلامی به رهبری روح‌الله خمینی به قدرت رسید، جمعیت یهودیان در ایران به دنبال راه‌هایی برای خروج از کشور بودند. اگرچه،  خمینی اعلام کرده بود که باید از حقوق یهودیان محافظت شود. دولت جدید و آنها را از خروج از کشور منع می‌کرد.
برخی منابع جمعیت یهودیان ایران را در اواسط و اواخر دهه ۱۹۸۰ بین ۵۰ تا ۶۰ هزار نفر ذکر کرده‌اند. برآورد بر اساس سرشماری سال ۱۹۸۶، این رقم برای همان دوره زمانی، تقریباً ۵۵۰۰۰ نفر اعلام شده‌است. در دهه ۱۹۹۰ یکنواختی بیشتری در ارقام وجود داشت، زیرا اکثر منابع از آن زمان حدود ۲۵۰۰۰ یهودی را در ایران تخمین زده‌اند. بسیاری از یهودیان ایرانی مهاجرت به ایالات متحده را انتخاب کردند و جوامع بزرگی در لس آنجلس، میامی، تگزاس و نیویورک ایجاد کردند. بر اساس بررسی جمعیت متولدان خارجی در سال ۲۰۱۰، تخمین زده می‌شود که ۱۰۰۰۰۰ یهودی ایرانی تنها در لس آنجلس زندگی می‌کنند. در ابتدا، یهودیان ایرانی با استقبال گرم دیگر گروه‌های یهودی مقیم ایالات متحده مواجه نشدند. بیشتر این یهودیان اشکنازی هستند، در حالی که یهودیان ایرانی میزراحی هستند و از فرهنگ یکسانی یا برخی از سنت‌های یکسانی برخوردار نیستند. این جوامع جدید یهودی ایرانی در ایالات متحده رشد کرده و به مراکز بزرگ یادگیری و مطالعه یهودیان برای همه یهودیان تبدیل شده‌است. جوامع یهودی ایرانی در ایالات متحده بسیاری از سنت‌های خود را از طریق آموزش آداب و رسوم یهودیان سفاردی در مدارس و کنیسه‌های سراسر ایالات متحده زنده نگه داشته‌اند.

## بعد انقلاب
یهودیان از حقوق اقلیت خود در ایران حمایت می‌کنند.
وزارت خارجه ایالات متحده تعداد یهودیان در ایران را تا سال ۲۰۰۹ بین ۲۰ تا ۲۵ هزار نفر تخمین زده‌است. سرشماری سال ۲۰۱۲ نشان می‌دهد که جمعیت یهودیان باقی مانده در ایران حدود ۹۰۰۰ نفر است. بر اساس سرشماری سال ۲۰۱۳، جمعیت یهودیان ایران ۸۷۵۶ نفر بود. بر اساس سرشماری ایران، جمعیت یهودی ایران در سال ۲۰۱۶ ۹٬۸۲۶ نفر بود. در حالی که یک وب سایت ۲۰۲ جمعیت جمعیت جهان در سال ۲۰۲۱، یهودیان ایران را ۸۵۰۰ نفر شمرده‌است.
جامعه یهودیان فارس تلاش کرده‌است تا از طریق حمایت مالی یا جمع‌آوری کمک برای مهاجرت برادران و خواهران یهودی خود به ایالات متحده کمک کند. رهبران یهودی در اوایل قرن بیستم بر بیرون آوردن یهودیان کار و سالم از اروپا و ایالات متحده متمرکز بودند. سپس فلسفه آنها در پاسخ به شرایط وخیم سیاسی در اروپا تغییر کرد، زیرا آنها شروع به کمک به یهودیان با هر رده سنی و شرایط بهداشتی کردند تا به آمریکا بیایند و به آنها کمک کنند تا با حفظ اصول و ایمان اصلی خود در زندگی آمریکایی مستقر شوند.